# Zembra
Zembra (en árabe: ;زمبرة en francés: île de Zembra) es una isla de Túnez, que se encuentra a varios kilómetros de Sidi Daoud. Administrativamente hace parte de la Gobernación de Nabeul. Esta isla es una formación de 432 metros de roca alta, y como tal contiene muchas rocas, algunas de las cuales tienen alrededor de 400 metros de altura. Esta fortaleza natural es utilizada actualmente por el ejército de Túnez, y en su costa sur se pueden ver restos de un antiguo puerto.
La vegetación se compone de alrededor de 266 especies de plantas que se distribuyen de acuerdo a la topografía de la tierra, incluyendo árboles como Olivos y flores en abundancia, posee un suelo caracterizado por capas que van desde la roca, arcilla, arena hasta la cal de magnesio, especialmente en la parte norte.